# دهستان کرماجان
دهستان کرماجان نام دهستانی در بخش مرکزی شهرستان کنگاور، استان کرمانشاه در ایران است. براساس سرشماری مرکز آمار ایران در سال ۱۳۸۵، جمعیت آن ۴۲۴۳ نفر (۹۹۴خانوار) بوده‌است.